# منطقة ريغن
مِنْطَقَة رِيغِنٌ (بالأَلمانِيَّة: Landkreis Regen) هي دائِرَة أَلمانِيَّة تَّابعة لمُحافظة باڤارِيا السُّفلَى في وِلاَية باڤارِيا في جُمهُوريَّة أَلمَانيَا الاِتّحاديّة. وتضُمّ مِنطَقَة رِيغِنٌ ثلَاث مُدُن، وثلَاثةُ أَسُوَّاق، وثمانِية عَشر بَلدَة، بمِساحة تُقَدَّر بحَوالَي 1531 كم².

## التّقسِيمات الإِدارِيّة
تضُمّ مِنطَقَة رِيغِنٌ ثلَاث مُدُن، وثلَاثةُ أَسُوَّاق، وثمانِية عَشر بَلدَة. وهي كالتَّالي:

### المُدن
| اِسم المدِينة  | ٱلِٱسم بالأَلمانِيَّة | عَدد السُكَّان | المِساحَة (كم²) |
| ------------ | ---------------- | ---------- | ------------- |
| مدِينة رِيغِنٌ   | Stadt Regen      | 10٬884     | 65            |
| مدِينة ڤِيشتَآَخْ | Stadt Viechtach  | 8٬130      | 62            |
| مدِينة زِڤِيزِل  | Stadt Zwiesel    | 9٬500      | 41            |

### الأَسوَاق
| اِسم السُّوق        | ٱلِٱسم بالأَلمانِيَّة     | عَدد السُكَّان | المِساحَة (كم²) |
| ---------------- | -------------------- | ---------- | ------------- |
| سُوق بُودِنمَايِس     | Markt Bodenmais      | 3٬462      | 45            |
| سُوق غُوهمَآنَسفِيلِدنٌّ | Markt Ruhmannsfelden | 2٬128      | 5             |
| سُوق تَآيْسِنَآَخْ      | Markt Teisnach       | 2٬928      | 25            |

### البلدَات
| اِسم البلدَة            | ٱلِٱسم بالأَلمانِيَّة              | عَدد السُكَّان | المِساحَة (كم²) |
| --------------------- | ----------------------------- | ---------- | ------------- |
| بَلْدَة آكسِلآَخْ           | Gemeinde Achslach             | 911        | 30            |
| بَلْدَة آرنبرُوك          | Gemeinde Arnbruck             | 1٬948      | 37            |
| بَلْدَة بايِرِش آيزِنشتَآيْن  | Gemeinde Bayerisch Eisenstein | 1٬001      | 47            |
| بَلْدَة بِيشُوفسمايِس       | Gemeinde Bischofsmais         | 3٬178      | 46            |
| بَلْدَة بُوبرَآَخْ           | Gemeinde Böbrach              | 1٬638      | 27            |
| بَلْدَة درَآَخسِيلِسرِيد      | Gemeinde Drachselsried        | 2٬688      | 60            |
| بَلْدَة فرَآُونآُو          | Gemeinde Frauenau             | 1٬281      | 21            |
| بَلْدَة غآيْرستَآل         | Gemeinde Geiersthal           | 2٬217      | 22            |
| بَلْدَة جُوتِيسزِل          | Gemeinde Gotteszell           | 1٬198      | 9             |
| بَلْدَة كِيرشِبِيرغٌ إِم ڤَآلِد | Gemeinde Kirchberg im Wald    | 4٬344      | 48            |
| بَلْدَة كِيرشِدُورف إِم ڤَآلِد | Gemeinde Kirchdorf im Wald    | 2٬122      | 30            |
| بَلْدَة كُولِنبُورَغٌ         | Gemeinde Kollnburg            | 2٬793      | 59            |
| بَلْدَة لَآنغدُورف         | Gemeinde Langdorf             | 1٬846      | 34            |
| بَلْدَة لِيندبِيرغٌ         | Gemeinde Lindberg             | 2٬318      | 109           |
| بَلْدَة بِيتِرسدُورف        | Gemeinde Patersdorf           | 1٬678      | 17            |
| بَلْدَة برَاكِينبَآَخْ        | Gemeinde Prackenbach          | 2٬704      | 40            |
| بَلْدَة رِينشِنَآَخْ          | Gemeinde Rinchnach            | 3٬095      | 40            |
| بَلْدَة زَآَخْنبِيرغٌ         | Gemeinde Zachenberg           | 2٬080      | 27            |

## معرض الصور

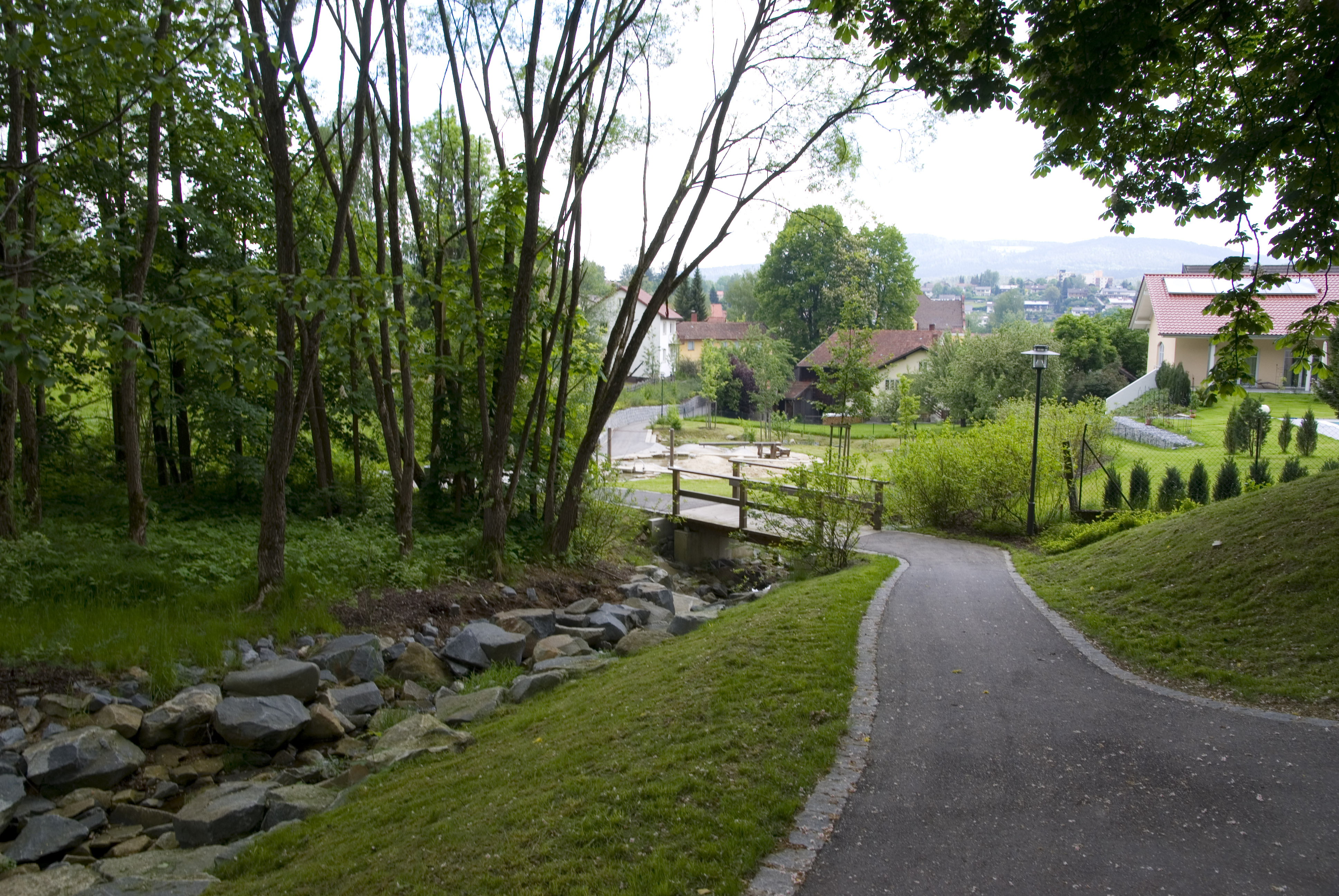
إحدى ممرَّات مدِينة فيشتاخ.
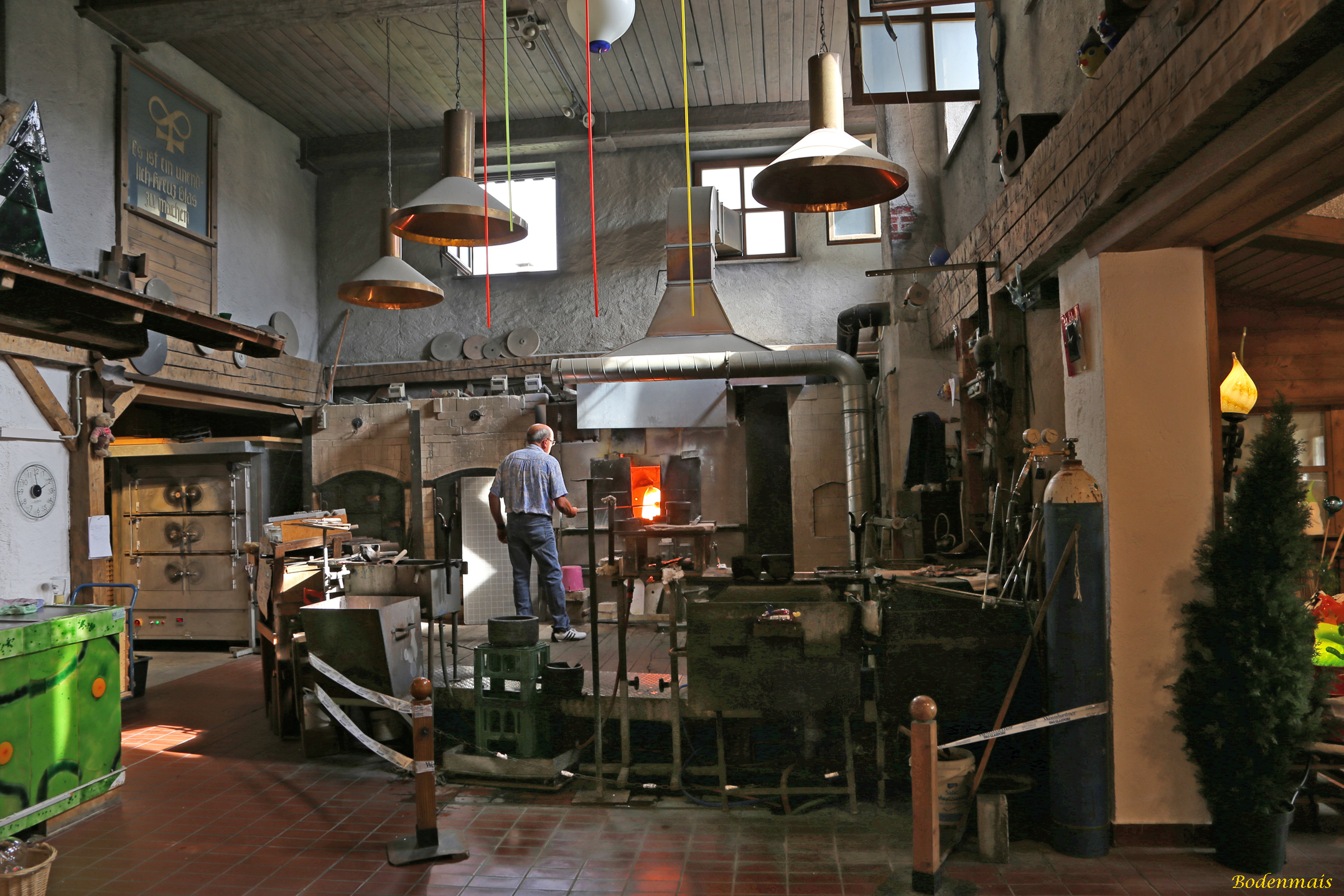
تَشتهِر مِنطَقَة رِيغن بإِنتاج وصِناعة أجود أَنواع الزِّجاج والكرِيستال؛ صُّورة لِزَّجَّاج مِن سُوق بودِنمايس.
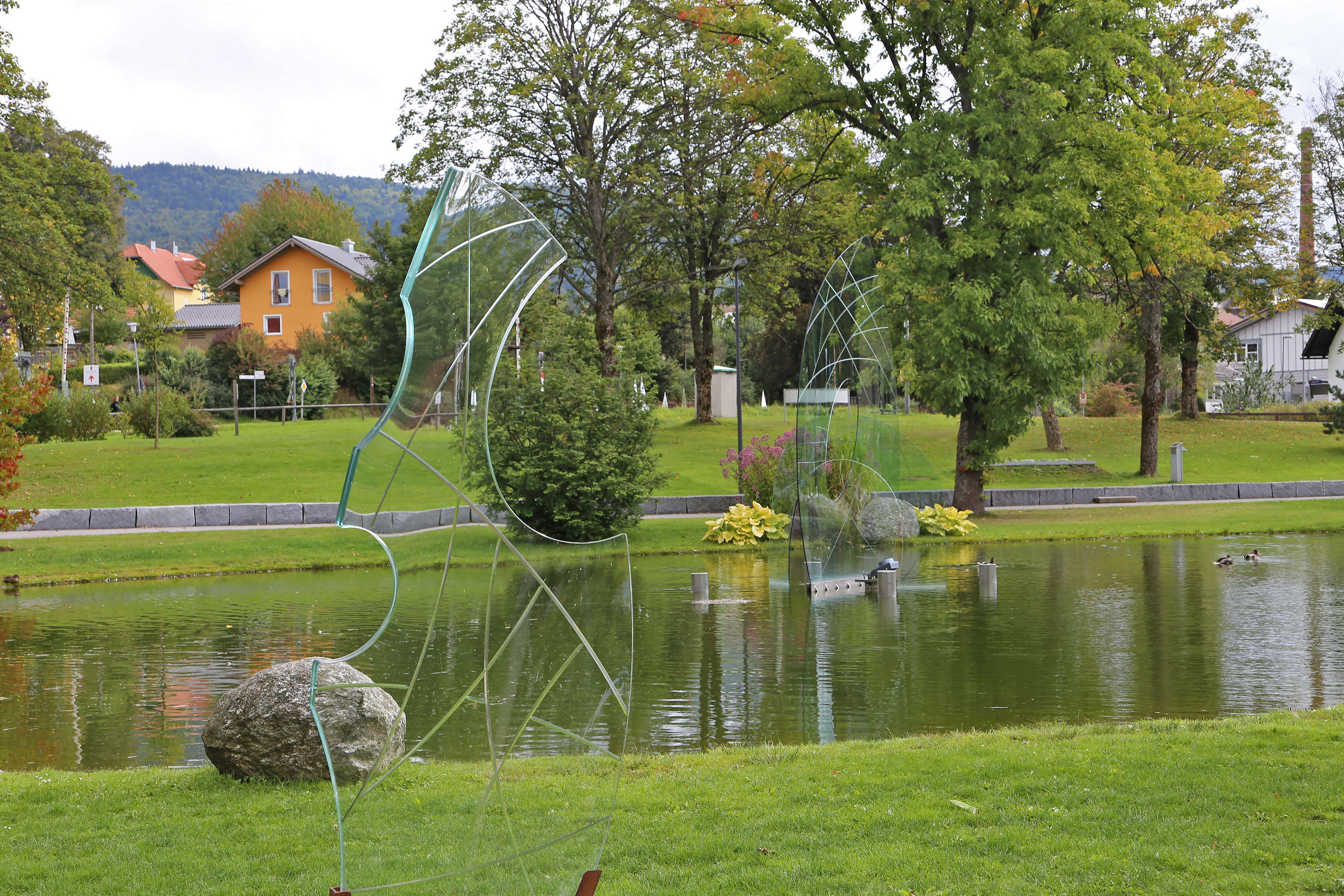
حديقَة الزُّجاج فِي بَلدَة فراوناو.
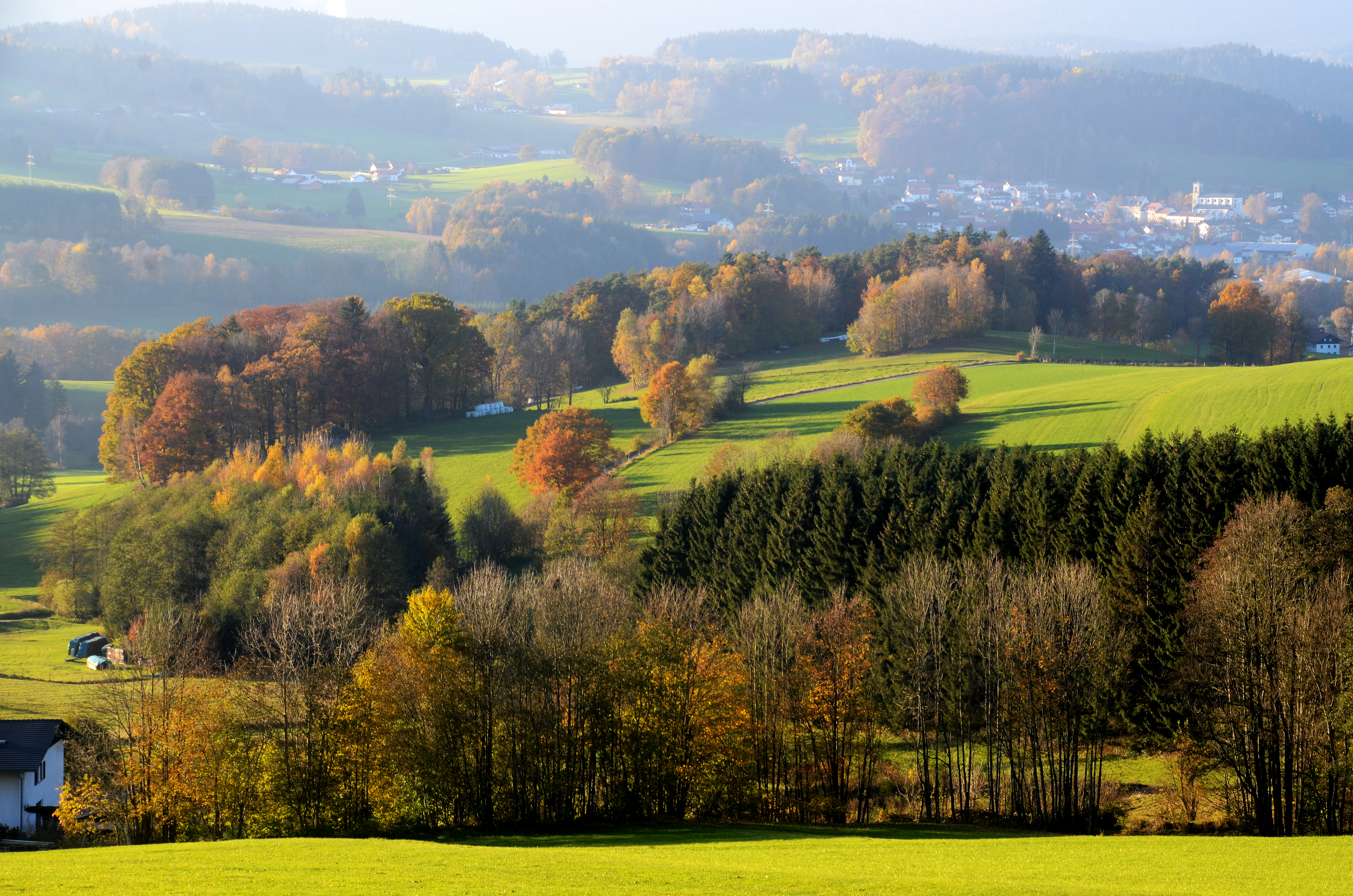
منظر عامّ لبلدَة جُوتيسزيل.

## اُنظُر أيضاً
- قائِمة مُدن أَلمَانيَا.

## وصلات خارجية
- الصّفحة الرّسميّة لِمِنطَقَة رِيغِنٌ (بالألمانية)